# ニカラグアの鉄道
ニカラグアの鉄道では、ニカラグアにおける鉄道について記述する。
2006年時点で、ニカラグアには現役の鉄道路線が存在していない。2001年9月をもって最後の鉄道輸送が停止され、数十年に及ぶ着実な衰退に終止符が打たれた。過去には、太平洋岸に主要都市間を結ぶ1,067mm（3フィート6インチ）軌間の鉄道が存在し、大西洋岸には民間企業が保有する1,435mm（4フィート8インチ半）軌間の鉄道が存在した。

## 歴史

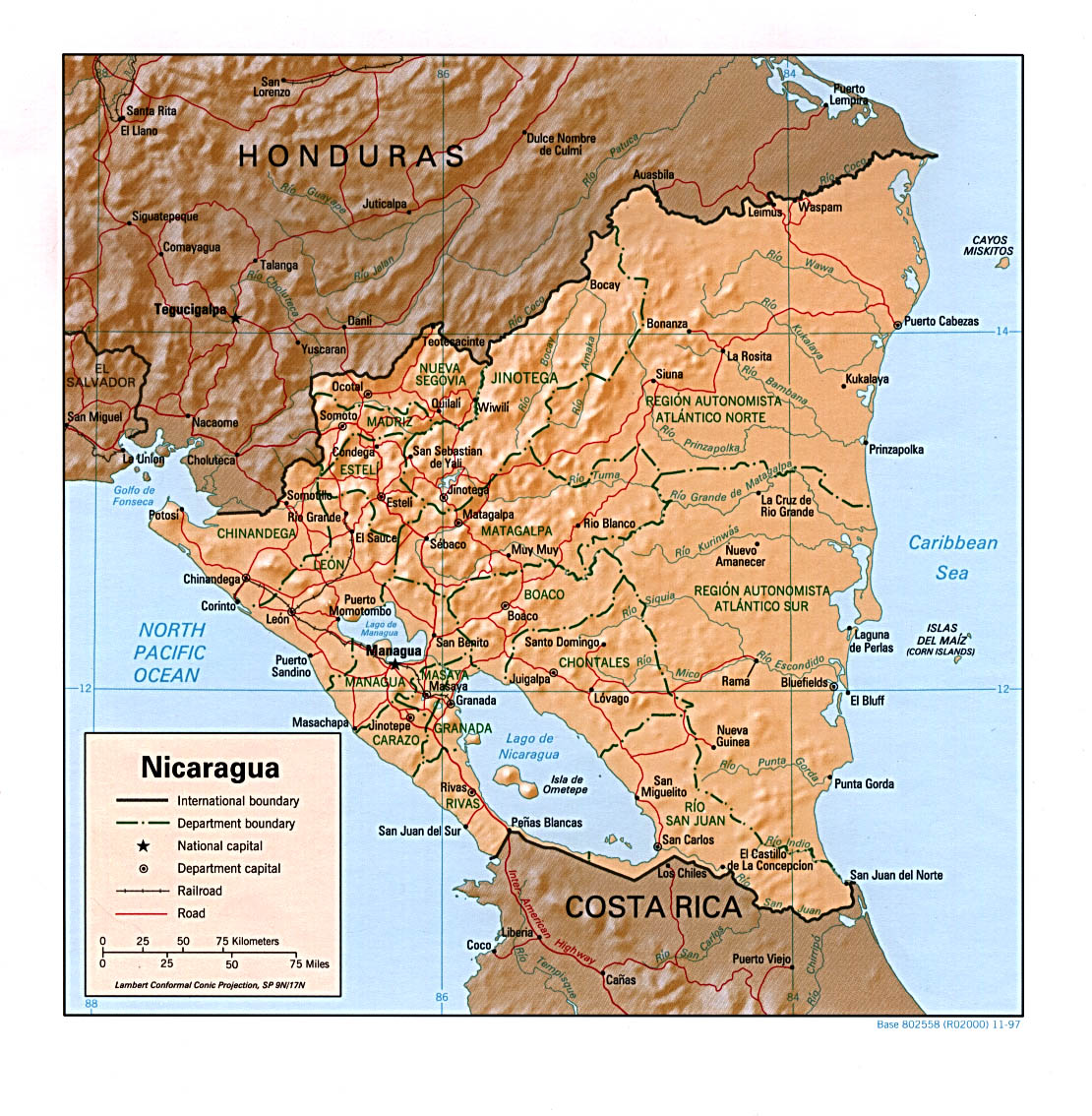
1980年代のニカラグアの地図。鉄道路線が描かれている。

ニカラグアにおける最初の鉄道建設プロジェクトは1860年代に計画された。1873年になってニカラグア政府は、マナグア・グラナダ間の鉄道建設をJ. E. Hollembeck & Co.と、コリント・レオン間の鉄道建設をEnrique Meiggs Keithとそれぞれ契約した。しかし、これらは実現しなかった。
1876年に、大統領ペドロ・ホアキン・チャモロ・アルファロは、コリントからチナンデガとレオンを経由し、マナグア湖の港近辺までを結ぶ西部区域の鉄道建設の命令を下した。鉄道路線は蒸気船を介して首都マナグアと結ばれる計画であった。もう一方の東部区域では、マナグアとグラナダを結び、マサヤを経由するかティピタパ川に沿って鉄道が建設される計画であった。
西部区域の建設工事は1878年に開始された。最初の機関車が1880年11月にチナンデガに到着し、1882年3月10日にコリントとチナンデガを結ぶ最初の路線が開通した。その後も建設は継続され、1883年に鉄道はレオン及びマナグア湖岸にある集落（現在のレオン・ビエホ付近）に到達した。新しい街、モモトンボ港は1884年に港町、貨物駅として開かれた。西部区域の鉄道は、全長58マイル（約93キロメートル）の主線と3.5マイル（5.6キロメートル）の支線を保有していた。
東部地域の建設工事は1883年に開始された。1884年に線路はマサヤまで到達し、1886年にはグラナダまでの敷設が完了した。東部区域は全長31マイル（49.9キロメートル）の主線と2マイル（3.2キロメートル）の支線を保有していた。
1885年にロス・プエブロス・デ・カラソ鉄道の建設契約が締結された。この鉄道は、マサヤからコーヒー農場が広がる地域を通り、カラソ県のディリアンバへ向かう東部区域の支線であった。この鉄道は1887年に完成し、30メートルのトンネル箇所を含む27マイル（43.5キロメートル）の路線を保有していた。
1895年から1898年の間に、西部区域においてチナンデガからエル・ビエホまでの4.8マイル（7.7キロメートル）が延伸された。
西部区域と東部区域をつなぐラ・パス・ビエハとマナグア間の中央区域は、1900年から1902年にかけて建設された。この路線によって、マナグア湖を運行するマナグア行きの蒸気船は衰退し、1903年にモモトンボ港へ向かう区間が廃止された。
大西洋岸と太平洋岸をつなぐ鉄道建設計画が存在し、1903年に契約が締結された。この路線は全長288キロメートルにおよび、ニカラグア湖の港町サン・ミゲリートから熱帯雨林の困難な地形を通り、カリブ海沿岸の村落モンキー・ポイントまでを結ぶ計画であった。1906年、10マイル（16.1キロメートル）まで建設が済んだ後、工事は中断し、その後二度と再開されることはなかった。そのため、ニカラグアの鉄道が両大洋岸を結んだことはない。後になって、民間の投資家が大西洋岸のプエルト・カベサとココランド間に全長62マイル（100キロメートル）の独立した鉄道を建設した。この鉄道は1925年から1955年まで操業し、主に木材とバナナを運搬していた。
太平洋岸ではその後の数十年間で複数の路線が建設された。1940年時点でニカラグアの国営鉄道は下記の路線から構成されていた。
- コリント - グラナダ 191.98km
- マサヤ - ディリアンバ 43.49km
- レオン - エル・サウセ 72.00km
- サン・ホルヘ - サン・ファン・デル・スール 31.00km
- チナンデガ - プエルト・モラサン 31.00km
- エル・サウセ - リオ・グランデ 13.00km

総延長距離 382.48km
1960年代と1970年代にかけて鉄道は衰退していき、1972年のマナグア大地震が経営状況の悪化にさらに追い討ちをかけた。政府はこれに対し、1976年にセイバ・モチャからプエルト・ソモサ（現在のプエルト・サンディーノに伸びる支線を建設した。この政策は運輸量と収入を大幅に増進させたが、長くは続かなかった。政府からの助成金が着実に増え続ける一方で、乗客輸送は減少していった。1982年になって、最初期に敷設されたコリント、レオン間が洪水の被害を線路に受けて廃止された。1993年の時点で、太平洋側にはまだ373キロメートルに及ぶ1,067mm軌道の鉄道が存在し、カリブ海側のプエルト・カベサには3キロメートルの1,435mmの鉄道が残っていた。一日につき数本の列車が、南はマナグアからグラナダへ、北はマナグアからレオンへ乗客を運んでいた。1993年12月31日、大統領ビオレータ・チャモロは保有車両と鉄道軌道を解体しスクラップとして売却するよう命令を出し、大部分の鉄道が廃止された。最後の鉄道、チチガルパとサン・アントニオ製糖工場を結ぶ6キロメートルは、2001年9月に廃止された。

## 隣接国との鉄道接続状況
- ホンジュラス - 接続なし
- コスタリカ - 接続なし